# Enigma (proiect muzical)
Enigma este un proiect româno-german de muzică electronică care a fost început de Mihai Crețu (cunoscut internațional sub nume Michael Cretu sau Mihai Cretu), Sandra Crețu, David Farstein și Frank Peterson în anul 1990. Mihai Cretu a fost unul din muzicieni, dar și compozitorul și producatorul proiectului; Sandra Cretu a fost vocalista a numeroase din cântecele grupului Enigma.  Soții Michael și Sandra Cretu au lucrat împreună și într-un alt proiect muzical, omonim numelui Sandrei, sub denumirea de Sandra (proiect muzical).  Enigma a produs 6 albume de studio.

## Istoric

### Înainte deEnigma
La sfârșitul anilor '70. din secolul XX, Mihai Crețu își controla deja complet cariera și, în afara eforturilor sale de cooperare cu alți artiști, a produs și albume ale soției sale. Înainte de înființarea formației Enigma, a lansat câteva albume în numele său, dar nici unul nu a avut succes la vânzări. Într-un interviu, Crețu a dezvăluit faptul că a crezut că în acel moment va duce lipsă de idei.

### 1990:MCMXC a.D.
În anii '80, după ce cariera sa solo nu a prea avut succes, Crețu a luat parte la crearea primului single a lui Enigma, încă netitrat, având ca idee principală „New age-Dance”. După 8 luni de pregătiri, în decembrie 1990, a scos un album de debut, cu titlul „MCMXC a.D.”. Acest album a fost un mare succes comercial – a câștigat peste de 60 de premii de platină, în toată lumea. Conform explicațiilor lui Crețu, albumul a descris delicte nerezolvate și subiecte filozofice, cum ar fi viața de după moarte.
Primul single din album a fost „Sadeness (Part I)”, acum unul din cele mai bine cunoscute cântece ale lui Enigma. Primul succes comercial al lui Crețu a fost discul single „Sadeness (Part I)” în care a juxtapus cânturi gregoriene și sunete cu semnificație sexuală peste un ritm de dans, foarte apreciat în epocă de public. Cel al doilea single „Mea Culpa (Part II)”, așa și următoarele — „Principles of Lust” și „The Rivers of Belief” au avut și ele un mare succes.
Înainte de a scoate albumul, Crețu a fost reticent în a da lămuriri despre ediție. A hotărât să schimbe sau să omită numele reale, atât al lui (schimbat la Curly MC) cât și al echipei. S-a acreditat ideea că albumul MCMXC a.D. a conținut doar puține informații despre fondul proiectului, făcând ca atmosfera în jurul proiectului Enigma să devină și mai misterioasă, cauzând și speculații dacă Enigma a fost o trupă, o persoană sau un grup.
În 1993, producătorii filmului Sliver i-au propus lui Crețu să creeze coloana sonoră completă pentru acest film, dar el n-a fost capabil să o facă. În schimb, a înregistrat „Carly's Song” și „Carly's Loneliness”, care au fost folosite și acreditate în coloana sonoră.

### 1993-2001: Cross of Changes

Coperta albumului The Cross of Changes.

Și în 1993, Enigma a scos pe piață următorul său album, intitulat „The Cross of Changes” (engleză Crucea Schimbărilor), care a primit chiar o reacție mai bună din partea publicului – a vândut 6 milioane de discuri într-un singur an. Oricum, pentru ambele albume i s-au intentat procese pentru că a preluat teme muzicale din alte surse. În acest album în loc de cânturi gregoriene a folosit cânturi gentilice. A scos patru discuri single: Primul, „Return to Innocence” este una dintre cele mai notabile piese ale proiectului. Următoarele discuri single sunt: „Age of Loneliness”, „The Eyes of Truth” și „Out from the Deep”.
În 1996 a scos discul „Le Roi Est Mort, Vive Le Roi!” (franceză Regele Este Mort, Trăiască Regele). Ideea lui Crețu despre această ediție a fost că albumul este copilul celor anterioare. Albumul a ajuns pe primul loc în topul din Norvegia și a urcat pe locul trei în topul pe întreaga Europă.
A conținut atât cânturi gregoriene cât și gentilice. Au fost lansate două discuri single – „Beyond the Invisible” și „T.N.T. for the Brain” – în timp ce cel de-al al treilea – „The Roundabout” a fost anulat în tăcere în 1998. Nu se cunoaște cauza, dar ipoteza cea mai plauzibilă o constituie nivelul scăzut al vânzărilor acestui album, în comparație cu cele anterioare.
Următorul album a fost „The Screen Behind the Mirror” (engleză Ecranul de după oglindă), lansat în 1999. Suștinătorii albumului l-au acreditat ca fiind cea mai matură capodoperă a lui Crețu.
Alții l-au criticat pentru prea multe preluări din „Carmina Burana”, de Carl Orff, în special în partea sa cea mai cunoscută, „O Fortuna”. Cânturile gregoriene și cele gentilice erau liniștite, dar alte semnături specifice ale lui Enigma, precum flautele Shakuhachi, au rămas. Cu această ocazie, Ruth-Ann Boyle din trupa engleză Olive și cântarețul jamaican Andru Donalds au participat pentru prima dată la proiect. Ca și în cazul anterior, din acest album au fost lansate numai două discuri single – „Gravity of Love” și „Push the Limits”.
După „Push the Limits”, în 2001, Crețu a scos un nou single, „Turn Around”, împreună cu compilațiile: „Love Sensuality Devotion: The Greatest Hits” și „Love Sexuality Devotion: The Remix Collection” cu scopul de a sfârși „prima perioadă” a lui Enigma. Cu ocazia lansării albumelor, la München a fost organizat un spectacol de sunet și lumină

### 2003:Voyageur
„Voyageur” (franceză Călător), lansat în 2003, a fost considerat o transformare completă a proiectului. Toate elemente de semnătură – cânte, flaute Shakuhachi etc. – au dispărut, înlocuite prin sunet mai mult electronic. Ca rezultat, admiratori ai proiectului au avut dificultăți de apreciere a acestei noi direcții și vânzările au fost afectate. Crețu a descris sunetul albumului ca „pop sofisticat”. Cele trei câtece au fost lansate ca single: „Voyageur”, „Following the Sun” și „Boum-Boum”.
„Voyageur” n-a conținut sampling și a fost eliberat în câtiva țări cu sistemul de protecție Copy Control.
Se crede că albumele pe care le va lansa în viitor vor fi asemănătoare cu „Voyageur”. Albumul cel mai recent confirmă această părere.

## Componență

### Membri actuali
- Mihai Crețu vocal, producție (1990–prezent)
- Andru Donalds - vocal (1999–prezent)

### Foști membri
- David Fairstein - versuri (1990–2000)
- Frank Peterson - samples (1990)
- Sandra Crețu - vocal (1990–2003)
- Louisa Stanley - voci (1990–2006)
- Peter Cornelius - chitare (1993–1997)
- Jens Gad - chitare (1993–2003)
- Andreas Harde - vocal (1993)
- Todd Alan Peleg - vocal - additional(1993)
- Ruth-Ann Boyle - vocal (1999–2003)
- Elizabeth Houghton - voci (2000)
- Margarita Roig - vocal (2008)
- Nanuk - voci (2008)
- Sebastian Cretu - voci (2008)
- Nikita Cretu - voci (2008)

## Discografie

### Albume de studio
- 1990 – MCMXC a.D.
- 1993 – The Cross of Changes
- 1996 – Le Roi Est Mort, Vive Le Roi!
- 2000 – The Screen Behind the Mirror
- 2003 – Voyageur
- 2006 – A Posteriori
- 2008 -"7even Lives, Many Faces"

### Compilații
- 1998 – Trilogy
- 2001 – Love Sensuality Devotion: The Greatest Hits
- 2001 – Love Sensuality Devotion: The Remix Collection
- 2005 – 15 Years Later

### Discuri single
- 1990 – Sadeness (Part I)
- 1990 – Mea Culpa (Part II)
- 1991 – Principles of Lust
- 1991 – The Rivers of Belief
- 1993 – Carly's Song
- 1993 – Return to Innocence
- 1994 – The Eyes of Truth
- 1994 – Age of Loneliness
- 1994 – Out from the Deep
- 1996 – Beyond the Invisible
- 1997 – T.N.T. for the Brain
- 1998 – The Roundabout (anulat)
- 1999 – Gravity of Love
- 2000 – Push the Limits
- 2001 – Turn Around
- 2003 – Voyageur
- 2003 – Following the Sun
- 2004 – Boum-Boum
- 2006 – Hello and Welcome

### Germană
- Site web oficial
- Crocodile-Music.de (Official Enigma management website)
- EMI Virgin Record Company Arhivat în 19 iulie 2011, la Wayback Machine. (Official Enigma Record Company)

### Engleză
- Site web oficial
- EnigmaMusic (Official international fansite)
- Enigma Planet (Official Enigma MySpace Page)
- Last.Fm Profile (Music scrobbler)
- Enigma Music TV (Official Enigma YouTube Channel)
- Enigma Music Project (Web-site about Enigma Music Project)

### Română
- ro  Enigma pe muzica.acasa.ro Arhivat în 1 iunie 2009, la Wayback Machine.
- ro  Interviu EVZ